# Béla Argay
Béla Argay es un deportista húngaroo que compitió en vela en la clase Flying Dutchman. Ganó una medalla de oro en el Campeonato Europeo de Flying Dutchman de 1989.

## Palmarés internacional
| \| Campeonato Europeo \| Campeonato Europeo \| Campeonato Europeo \| Campeonato Europeo \| \| Año \| Lugar \| Medalla \| Clase \| \| ------------------ \| ---------------------- \| ------------------ \| ------------------ \| \| 1989 \| Balatonfüred (Hungría) \| Medalla de oro \| Flying Dutchman \| |                        |                |                 |
| Campeonato Europeo |                        |                |                 |
| Año | Lugar                  | Medalla        | Clase           |
| 1989 | Balatonfüred (Hungría) | Medalla de oro | Flying Dutchman |